# Anything for You
Anything for You è un singolo della cantante statunitense di origine cubana Gloria Estefan e del gruppo Miami Sound Machine, pubblicato nel 1988 ed estratto dall'album Let It Loose.

## Tracce
- 7"

1. Anything For You - 4:02
2. No te olvidaré (Anything for You - Spanish Version) - 4:02